# Pleubian
Pleubian (tiếng Breton: Pleuvihan) là một xã của tỉnh Côtes-d’Armor, thuộc vùng Bretagne, tây bắc Pháp.

## Dân số
Người dân ở Pleubian được gọi là Pleubiannais.